# Goldhawk Road (métro de Londres)
Goldhawk Road est une station des lignes : Circle line et Hammersmith & City line, du métro de Londres, en zone 2. Elle est située à Shepherd's Bush sur le territoire du borough londonien de Hammersmith et Fulham.

## À proximité
- Shepherd's Bush